# Sulbactam
Le sulbactam est une molécule antibiotique de type inhibiteur de bêta-lactamase.

## Mode d'action
Le sulbactam inhibe les bêta-lactamases, enzymes sécrétées par les bactéries pour détruire les bêta-lactamines en ouvrant leur cycle bêta-lactame.